# Plinthisus brevipennis
Espèce
Plinthisus brevipennis est une espèce de punaises de la sous-famille des Plinthisinae (famille des Rhyparochromidae). 

## Répartition
Plinthisus brevipennis se rencontre en Afrique, en Europe et en Asie du Nord (hors Chine).

## Description
De couleur foncée et brillante, elle possède un pronotum ponctué sur sa marge postérieure et de longs poils clairsemés. Elle peut être macroptère ou brachyptère, dans ce second cas les hémélytres recouvrent entièrement le quatrième tergite.

## Écologie
Rare en zone méditerranéenne, elle est plus commune en Europe moyenne et septentrionale où elle affectionne les milieux ouverts à végétation clairsemée comme les prairies sèches, landes, dunes. L'adulte hiverne sous les écorces.

## Classification
Le nom valide complet (avec auteur) de ce taxon est Plinthisus brevipennis (Latreille, 1807).
L'espèce a été initialement classée dans le genre Lygaeus sous le protonyme Lygaeus brevipennis Latreille, 1807.
Plinthisus brevipennis a pour synonymes :
- Lygaeus brevipennis Latreille, 1807
- Pachymerus bidenticulatus Costa, 1855
- Pachymerus bidentulus Herrich-Schaeffer, 1850
- Pachymerus brevipennis (Latreille, 1807)
- Plinthisus autrani Horvath, 1898
- Plinthisus bidentulus (Herrich-Schäffer, 1840)
- Plinthisus longipennis Ferrari, 1874
- Plinthisus maderi Lindberg, 1924
- Plinthisus pseudoconvexus Wagner, 1963
- Pterotmetus brevipennis (Latreille, 1807)
- Rhyparochromus brevipennis (Latreille, 1807)